# Schloss Stübing

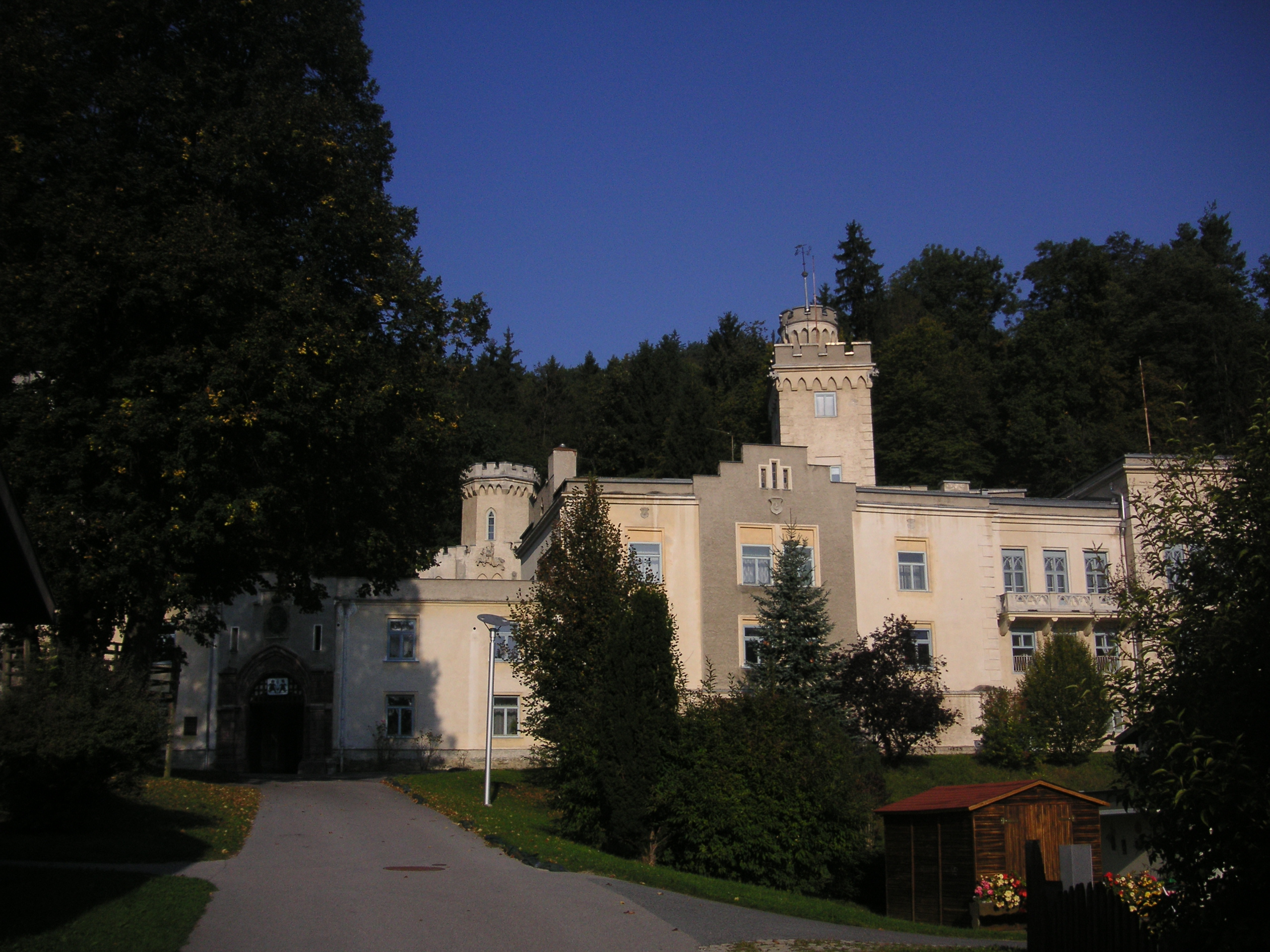
Das Schloss im September 2011

Das Schloss Stübing ist ein Schloss in Kleinstübing, einem Ort in der Marktgemeinde Deutschfeistritz in der Steiermark. Seine Geschichte geht bis auf die erste Hälfte des 12. Jahrhunderts zurück.

## Lage
Das Schloss liegt auf einer kleinen Anhöhe über der zur Marktgemeinde Deutschfeistritz gehörenden Katastralgemeinde Kleinstübing, welche von dem letzten Ausläufer eines vom Gamskogel nach Ostsüdost abfallenden Rückens gebildet wird. Es ist ein großes, regelmäßiges, rechteckiges Gebäude um einen weiten Hof. Im 19. Jahrhundert wurde das Schloss im sogenannten Windsorstil umgebaut. Spuren alter Wehranlagen sind erhalten: Teile von fast eingeebneten Gräben, spärliche Reste von Wehrmauern und die tiefe Toreinfahrt. Ursprünglich war es wohl nur ein Haus ohne Bergfried aber mit Mauern und Graben.
Die Schlosskapelle war der Hl. Dreifaltigkeit geweiht. Im Süden steht ein halbrunder Turm. Dazwischen befindet sich ein Verbindungsteil mit dem Eingangstor. Bergseitig erstreckt sich die den Hof begrenzende Wehrmauer.

## Geschichte

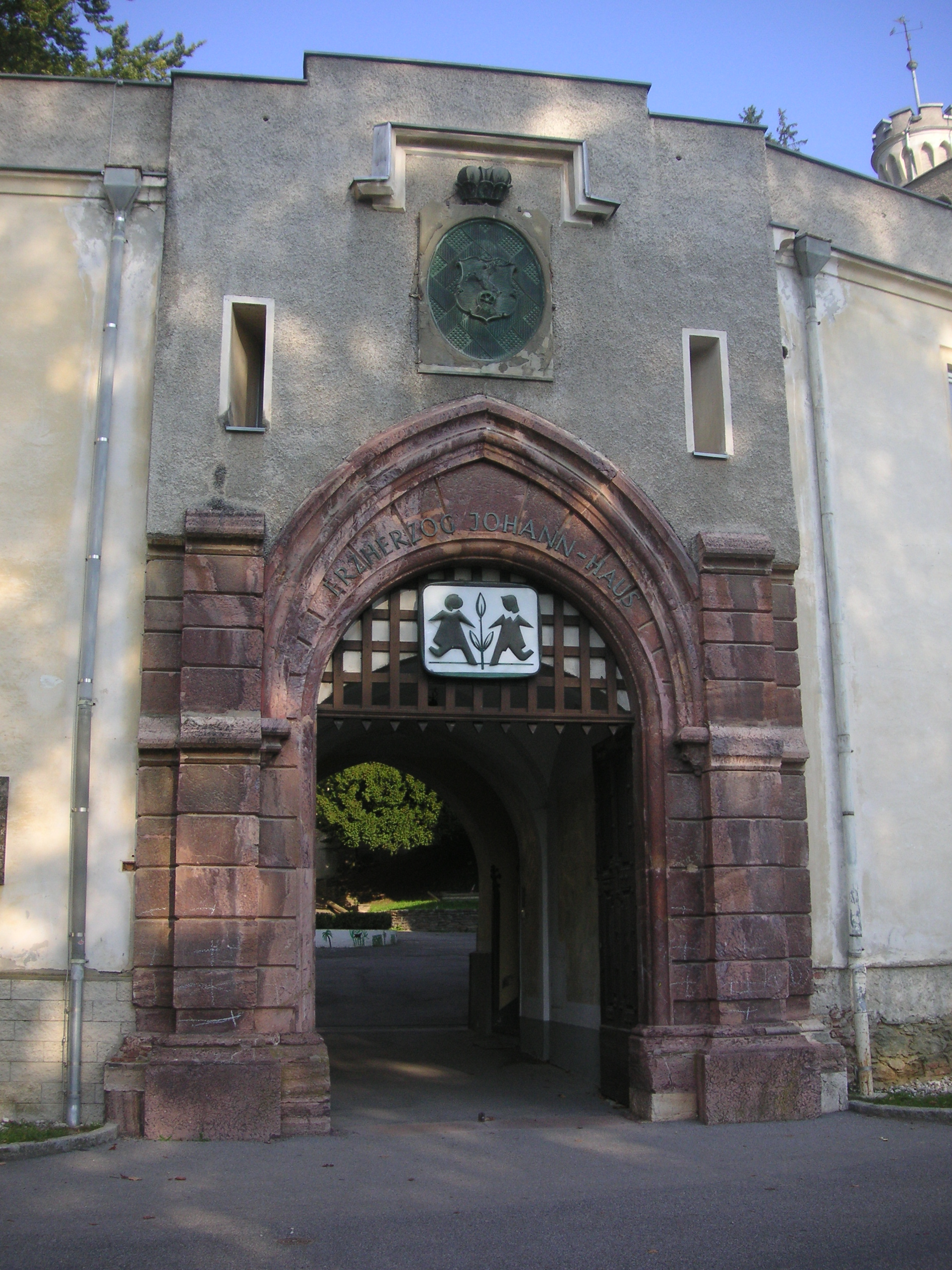
Das Tor zum Innenhof

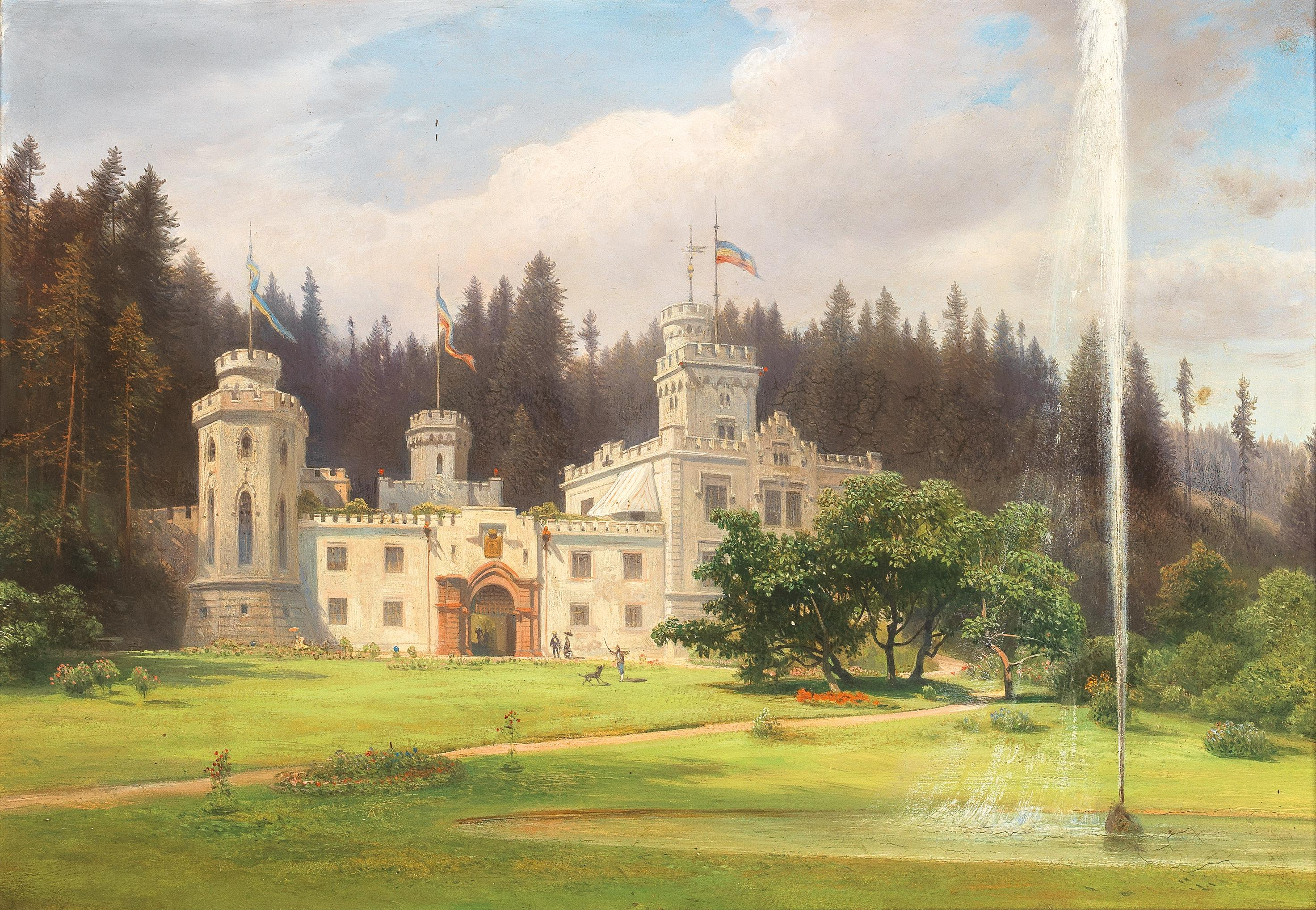
Schloss Stübing in den 1860er Jahren

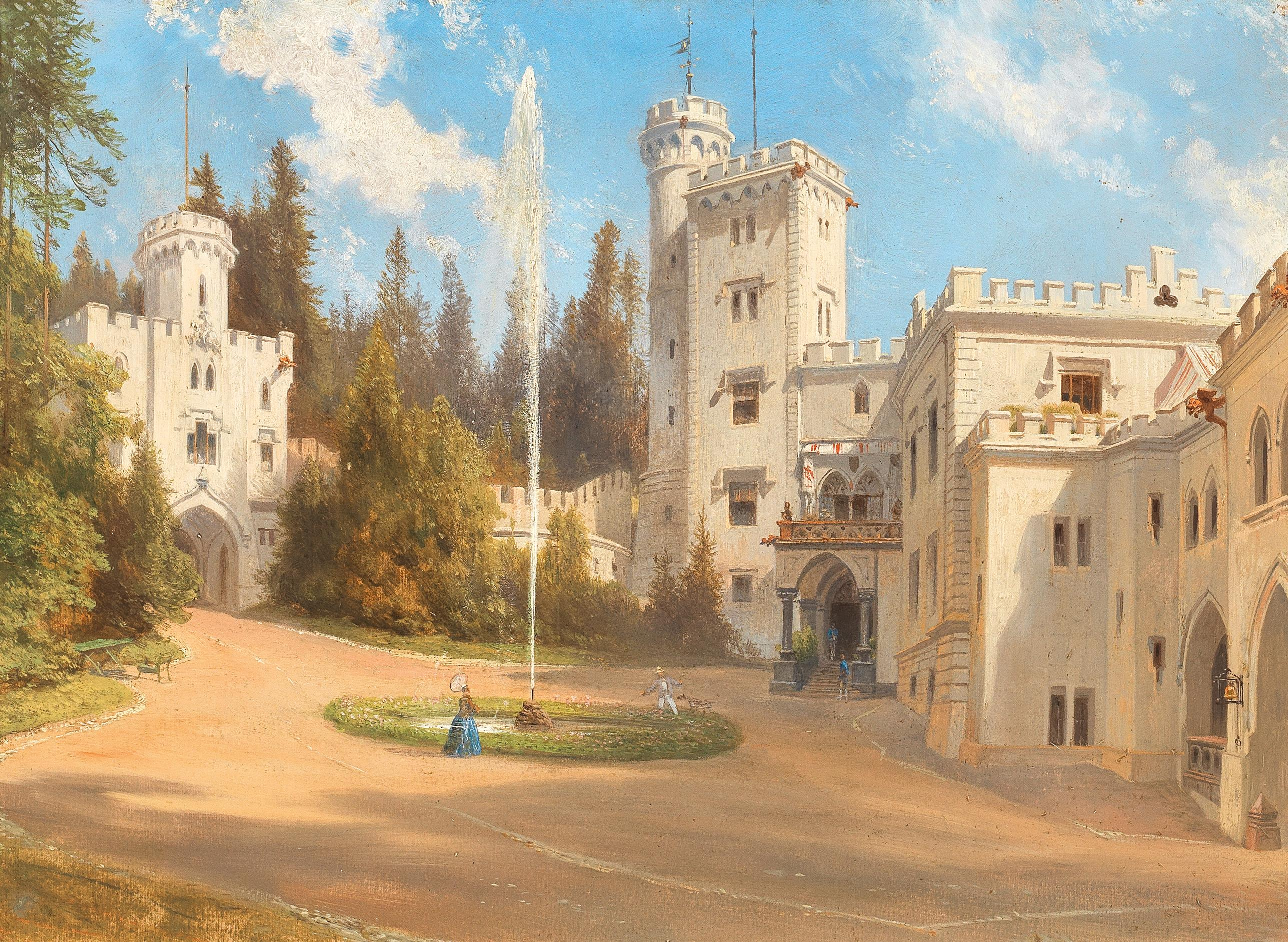
Schloss Stübing in den 1860er Jahren

Im Jahre 1130 erscheinen in einer Widmung für das Kloster Garsten drei hochfreie Brüder, Söhne Rafolts I. von Traisen: Adalbero von Feistritz, Swiker von Gösting und Bernhard (Bero) von Stübing. Letzterer war ein Oheim Konrad Hennes, des Sohnes Adalberos von Feistritz, der zu Himberg bei Deutsch-Feistritz saß. Bero von Stübing hatte nur zwei Töchter, Hildegard und Fromut. Er wird im Jahre 1175 das letzte Mal genannt. Mit ihm erloschen die Vollfreien von Stübing im Mannesstamm. Ihre Nachfolger mit dem gleichen Zunamen waren schon Ministeriale des Landesfürsten. Im Jahre 1179 werden Otto und sein Sohn Herrand, 1210 Wernhart von Stübing genannt. Wahrscheinlich war Stübing nach dem Aussterben des vollfreien Geschlechtes an den Landesfürsten gefallen und wurde von diesem nun an ein Geschlecht von Ministerialen verliehen, die sich dann nach der Burg nannten. Es ist auch nicht ausgeschlossen, dass die Stübinger, die nun als landesfürstliche Ministeriale erschienen, mit dem vollfreien Geschlecht verwandt waren.
Im Jahre 1249 werden Walbrunn und seine Frau Berchta von Stübing genannt; sie schenkten in diesem Jahr einen Weingarten zu Stübing dem Stift Vorau. Dann verschwindet das Geschlecht, denn der 1314 genannte Gerwolf von Stubnih war ein Dienstmann der Stubenberger und hatte nichts mit dem Wehrbau von Stübing zu tun. Anscheinend waren die Stübinger mit den Gradnern verwandt oder verschwägert, denn etwa zu Anfang des 14. Jahrhunderts kam ihr Wehrbau an dieses Geschlecht. Gradner Lehen bei Stübing, nämlich zwei Weingärten bei dem Ulleinshof, hatte Frau Margaret die Reicherin von (Deutsch)Feistritz, verliehen, die sie mit Bewilligung der Gradner 1397 an das Stift Seckau schenkte.
Auf die Gradner folgte im Besitz Erasmus Steinwald von Fladnitz, der Stübing an seinen Enkel Georg Breuner vererbte, der 1417 die landesfürstlichen Lehen über Stübing erhielt. In den letzten Jahrzehnten scheint der Hof ganz verfallen zu sein, denn Breuner begann sogleich in auszubauen; 1448 wurde dem Philipp Breuner von Kaiser Friedrich „sein Hof zu Stubming ob dem Dorff zunächst unter dem Weingarten gelegen“ – vermutlich der als „Ulleinshof“ 1397 genannte Besitz – mit allen Rechten, Freiheiten und Gewohnheiten, wie sie „andere gefürst Freyungen in Steir“ besitzen, verliehen und 1453 erhielt er zu dem Sitz einen Burgfried, der vom Königsgraben bis zum Enzenbach reichte.
Auf Philipp folgte 1458 Hans Breuner und diesem sein Sohn Jörg, der Stübing in der brüderlichen Erbteilung von Bernhard und Friedrich Breuner 1472 und nochmals 1476 zugesprochen erhielt; 1475 wurde er mit Stübing belehnt. Im Ungarnkrieg scheint er sich auf die Seite der Gegner des Kaisers gestellt zu haben, denn 1480 befahl Kaiser Friedrich, ihn zu Pankratz Gosseneder mit bewaffneter Macht zum Gehorsam zu bringen. Es folgten 1496 seine Brüder Bernhart und Friedrich, diesen Hans Breuner, der 1509 zwei Höfe vom Kloster Admont für ein Darlehen von 100 Gulden erhielt (1541 schuf sich Philipp Breuner aus diesen Höfen einen Meierhof zu seinem Schlosse). Stübing kam 1524 an Christof Breuner, der sich 1528 den 1453 und 1514 verliehenen Burgfried bestätigen ließ. Philipp Breuner baute Stübing weiter aus, führte ein prunkvolles Leben und nahm noch kurz vor seinem Tode an einem Turnier in Wien (1567) teil. Sein Sohn Gottfried verkaufte 1577 Stübing der Frau seines Bruders Kaspar, Leonara, die die Herrschaft ihrem Sohn Jakob vermachte. Nach dessen frühem Tode verwaltete sie der Vater Kaspar Breuner. 1615 übernahm eine Tochter Hans Sigmunds von Wagen die Herrschaft, verkaufte sie aber 1630, da er als Protestant das Land verlassen musste, an Georg Amelreich von Eibiswald.
Von diesem erwarb sie mit 92 Pf. Pfennig Gülten 1635 Johann Anton Fürst von Eggenberg. Die Eggenberger legten die Herrschaft Stübing mit der Herrschaft Waldstein zusammen. Nach dem Tod des letzten Fürsten von Eggenberg ging Stübing im Jahr 1717 durch Heirat an Johann Wilhelm Graf Sinzendorf, bzw. an seine Frau Josefa Maria geb. Fürstin Eggenberg. Im Jahre 1730 erwarb Gottfried Graf von Dietrichstein die Herrschaften Stübing und Waldstein für zusammen 140.000 Gulden.
Die Dietrichstein ließen das Anwesen verfallen. Graf Wilhelm Palffy-Daun von Erdöd (1836–1907) erwarb den verfallenen Besitz 1863 und ließ ihn im Windsor-Stil renovieren. Vor 1959 war das Schloss im Privatbesitz von Franz Fattinger, der hier einen landwirtschaftlichen Musterbetrieb führte. Im Jahr 1960 wurde das Schloss an SOS-Kinderdorf Österreich verkauft. Die im Anschluss vorgenommenen Umbauarbeiten nahmen dem Schloss viel von seiner romantischen und graziösen Gestalt. Es wurde für die Verwaltung des SOS-Kinderdorfes Stübing und für Wohnzwecke genützt.
Seit Ende 2016 ist das Schloss im Privatbesitz.

## Gestaltung
Das Schloss ist ein regelmäßiges, rechteckiges Gebäude um einen rechteckigen Hof. Ab 1863 wurde es im Windsor-Stil renoviert. Der Hof wird auf der Bergseite von einer Wehrmauer begrenzt. Das Hauptgebäude befindet sich im nördlichen Teil der Anlage, ein halbrunder Turm im südlichen Teil. Zwischen der ehemaligen und inzwischen säkularisierten Schlosskapelle, früher der Heiligen Dreifaltigkeit geweiht, und dem Turm befindet sich ein Verbindungsteil mit dem Eingangstor.
Heute sind die ursprünglichen Wehranlagen noch teilweise erkennbar. So findet man Teile der zugeschütteten Gräben und Reste der Wehrmauern. Bis 1960 war das Schloss von einer Park- und Gartenanlage umgeben.